# 奧伊彭湖
50°37′00″N 06°05′32″E / 50.61667°N 6.09222°E

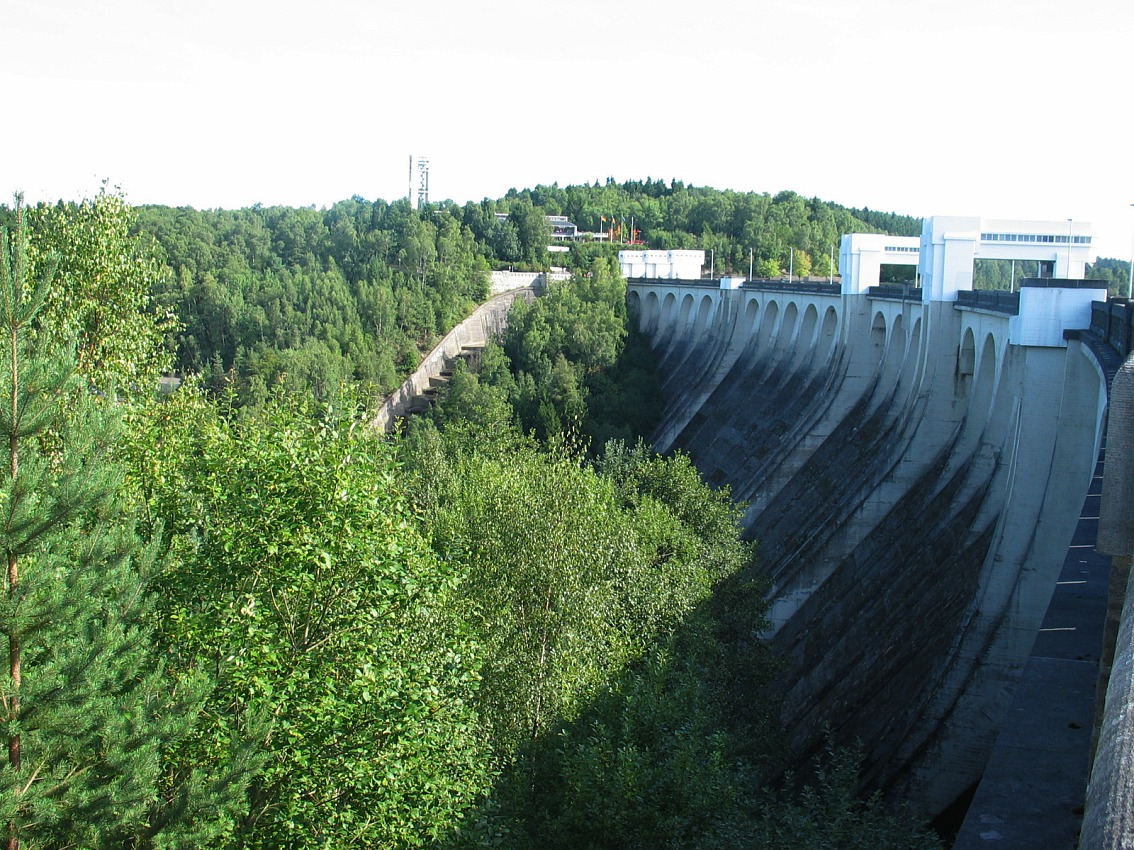

奥伊彭湖（法语：lac d'Eupen；英语：Lake Eupen），或称韦德尔水坝（德语：Wesertalsperre；法语：Barrage de la Vesdre；荷兰语：Vesderstuwdam）、奥伊彭水坝（德语：Eupener Talsperre），是比利時的人工湖泊，毗鄰奧伊彭，始建於1950年，長3公里、寬0.3公里，面積1.26平方公里，集水區面積106平方公里，海拔高度360米，蓄水量2,500萬立方米。